# James Logan (Schriftsteller)
James Logan (* 1794 in Aberdeen; † 1872 in London) war ein schottischer Schriftsteller, der grundlegende Werke über die Geschichte schottischer Clans verfasste.

## Leben
James Logan wurde um 1794 in Aberdeen als Sohn eines Kaufmanns geboren. Er studierte Jura am Marischal College, doch durch einen Unfall – es heißt, er wäre bei einem sportlichen Wettbewerb von einem Hammer am Kopf getroffen worden – konnte er sein Studium nicht beenden. Während seiner langwierigen Erholung begann er sich für die frühe schottische Geschichte und Archäologie zu interessieren, was dazu führte, dass er einen großen Teil seiner Karriere der Altertumsforschung widmete.

## The Scottish Gael

Illustration aus James Logans 1831 veröffentlichten Buch The Scottish Gael

In den 1820er Jahren bestritt Logan seinen Lebensunterhalt zumeist damit, Artikel für Zeitungen und Magazine zu schreiben, während er nebenbei an seinem wichtigsten Buch arbeitete. Unter dem Titel The Scottish Gael or Celtic Manners, as Preserved among the Highlanders (Die schottischen Gälen oder keltische Sitten, wie sie bis heute von den Hochländern bewahrt werden) erschien 1831 ein umfangreiches Werk, welches eine detaillierte Aufführung der Clan-Tartans enthielt.
Die Studien dafür umfassten fünf Jahre, in denen er mit eigenen Worten:

“… mit dem Stock in der Hand und dem Rucksack auf dem Rücken gemütlich durch ganz Schottland wanderte, vom Mull of Galloway bis John O’Groats …, während er sorgfältig Altertümliches jeglicher Art untersuchte und skizzierte.”

Als er seine Tartanliste zusammenstellte, erhielt er Unterstützung von der Highland Society of London und von dem Tartanhersteller Wilson of Bannockburn. In den Archiven der Highland Society of London studierte Logan die beglaubigten Tartans. Die Zusammenfassung der Muster der Clan- und Familientartans, die ihm Wilson of Bannockburn übersandte, enthielten eine Reihe nützlicher Kommentare. James Logan veröffentlicht seine Sammlung von 55 Tartans, die er:

“… für so genau hielt, wie es die aufwändigsten persönlichen Recherchen und der vortreffliche Beistand einiger werter Freunde ermöglichten.”

Nach der Fertigstellung seiner Publikation The Scottish Gael wurde Logan durch die Vermittlung seines Freundes Sir John Sinclair als Sekretär der Highland Society of London eingestellt. In der Folge engagierte er sich auch in der Gaelic Society of London, wo er seine Energie in die Förderung der gälischen Sprache und ihrer Literatur steckte. Sein Interesse an Tartans blieb dennoch bestehen, und später schrieb er den Text für The Clans of the Scottish Highlands in zwei Bänden, die 1845 und 1847 bei Ackerman & Co. in London erschienen. Diese Publikation mit einer Serie von 74 Bildtafeln, die von dem schottischen Künstler Robert Ronald McIan gemalt wurden, erwies sich in der viktorianischen Ära als eines der populärsten Bücher auf diesem Gebiet. Logan machte die Bekanntschaft von Prinz Albert, der ihm half, eine Wohnung im London Charterhouse, einer ehemaligen Kartause, zu bekommen und dort seinen Lebensabend in vornehmer Armut zu verbringen. James Logan starb 1872 in London.

## Publikationen
- James Logan The Scottish Gael or Celtic Manners, as Preserved among the Highlanders. 1831; Electric Scotland, electricscotland.com (PDF; 73 MB) Digitalisat
- James Logan, Robert Ronald McIan: The Clans of the Scottish Highlands. Ackerman & Co. 1845 und 1847. Digitalisat
- James Logan, Robert R. McIan: The Clans of the Scottish Highlands. 2. Auflage. Crescent Books, Birmingham 1986, ISBN 0-517-48284-3
- James Logan, Robert Ronald McIan: Gaelic gatherins or the highlanders at home on heather, river an loch. archive.org.